# HB-Werkstätten für Keramik
Die HB-Werkstätten für Keramik GmbH im brandenburgischen Marwitz wurden 1934 von Hedwig Bollhagen (1907–2001) und Heinrich Schild (1895–1978) gegründet. Hedwig Bollhagen war bis kurz vor ihrem Tod 2001 künstlerische Leiterin.
Die HB-Werkstätten stellen in der denkmalgeschützten Kachelofenfabrik Marwitz handwerklich gefertigtes Gebrauchsgeschirr und anspruchsvolle Baukeramik her. Die Baukeramik der Werkstätten findet u. a. im Bereich der Denkmalpflege bzw. Restaurierung Verwendung. In Einzelanfertigungen oder Kleinserien werden von Hand Formsteine verschiedener Formate und Profile gefertigt. Verbaut wurden sie z. B. in der Friedrichswerderschen Kirche und am Roten Rathaus in Berlin, in Kloster Chorin sowie am Potsdamer Schloss Sanssouci.

## Geschichte

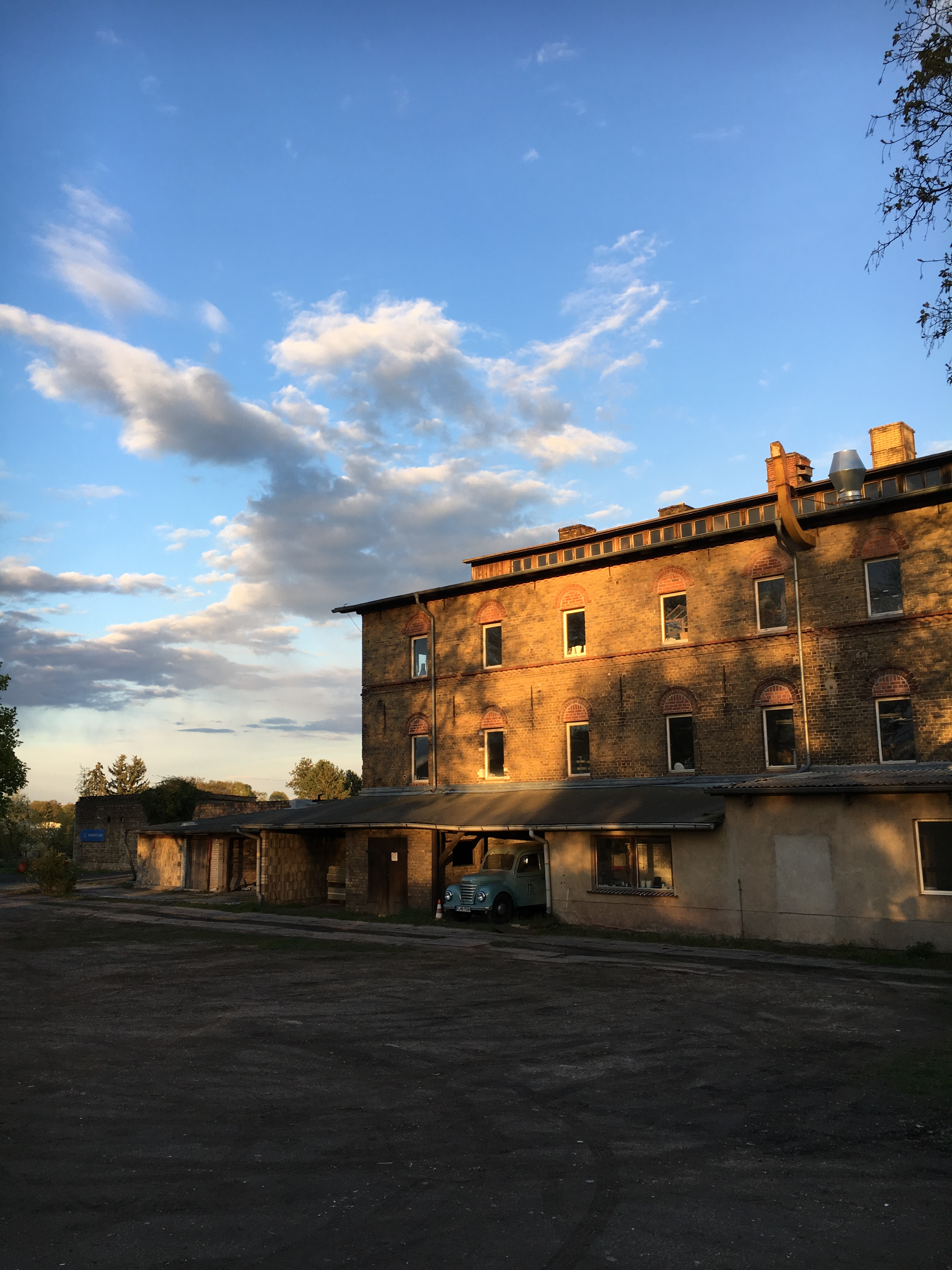
Die HB-Werkstätten in Marwitz

Einem Hinweis ihrer Freundin Nora Herz folgend, konnte Hedwig Bollhagen durch die neuen HB-Werkstätten 1934 die Produktion der stillgelegten, von Margarete Heymann und Gustav Loebenstein gegründeten Haël-Werkstätten für Künstlerische Keramik wieder aufnehmen. Die neue GmbH ermöglichte die allmähliche Wiedereinstellung früherer Firmenmitarbeiter, insbesondere von Dekor-Malerinnen sowie durch Übernahme von Mitarbeitern der 1931 stillgelegten Steingutfabriken Velten-Vordamm (u. a. Theodor Bogler, Werner Burri) eine neue Produktlinie – die HB-Keramik. Gleichzeitig verhinderte de Generalsekretär des deutschen Handwerks Heinrich Schild als Mitbegründer der Firma die Übernahme durch die Deutsche Arbeitsfront.
Wie Margarete Heymann und die beiden genannten Mitarbeiter war auch die Keramikmeisterin Thoma Gräfin Grote, seit 1934/1935 Entwicklerin und kaufmännische Assistentin des Betriebes, in der keramischen Werkstatt des Staatlichen Bauhauses auf der Dornburg von Gerhard Marcks ausgebildet worden. Seit 1935 förderte der mit Gerhard Marcks befreundete Maler Charles Crodel (1894–1973) die Firma. Er erschloss das Feld der Baukeramik und brachte zugleich seine in den Vereinigten Lausitzer Glaswerken gewonnenen Industrieerfahrungen in der Dekorentwicklung ein (Wilhelm Wagenfeld).
1972 wurden die Werkstätten verstaatlicht, doch Hedwig Bollhagen blieb künstlerische Leiterin. 1992 wurde der Betrieb schließlich reprivatisiert. Nach dem Tod Bollhagens übernahm die Künstlerin Heidi Manthey die Aufgabe der künstlerischen Leitung.

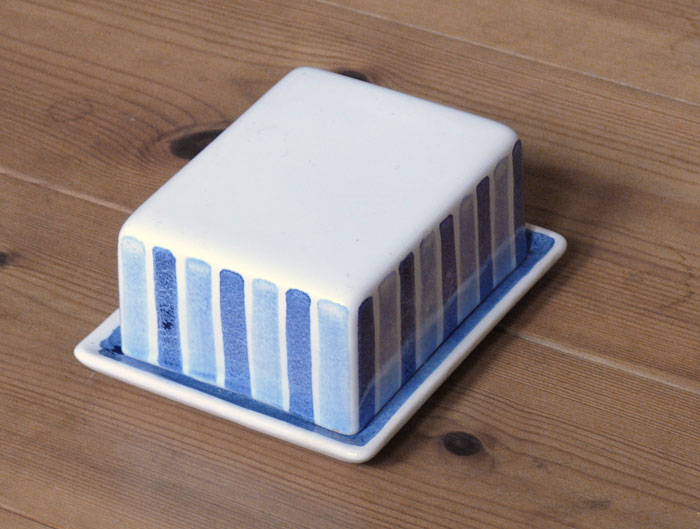
HB Butterdose
HB Teekanne
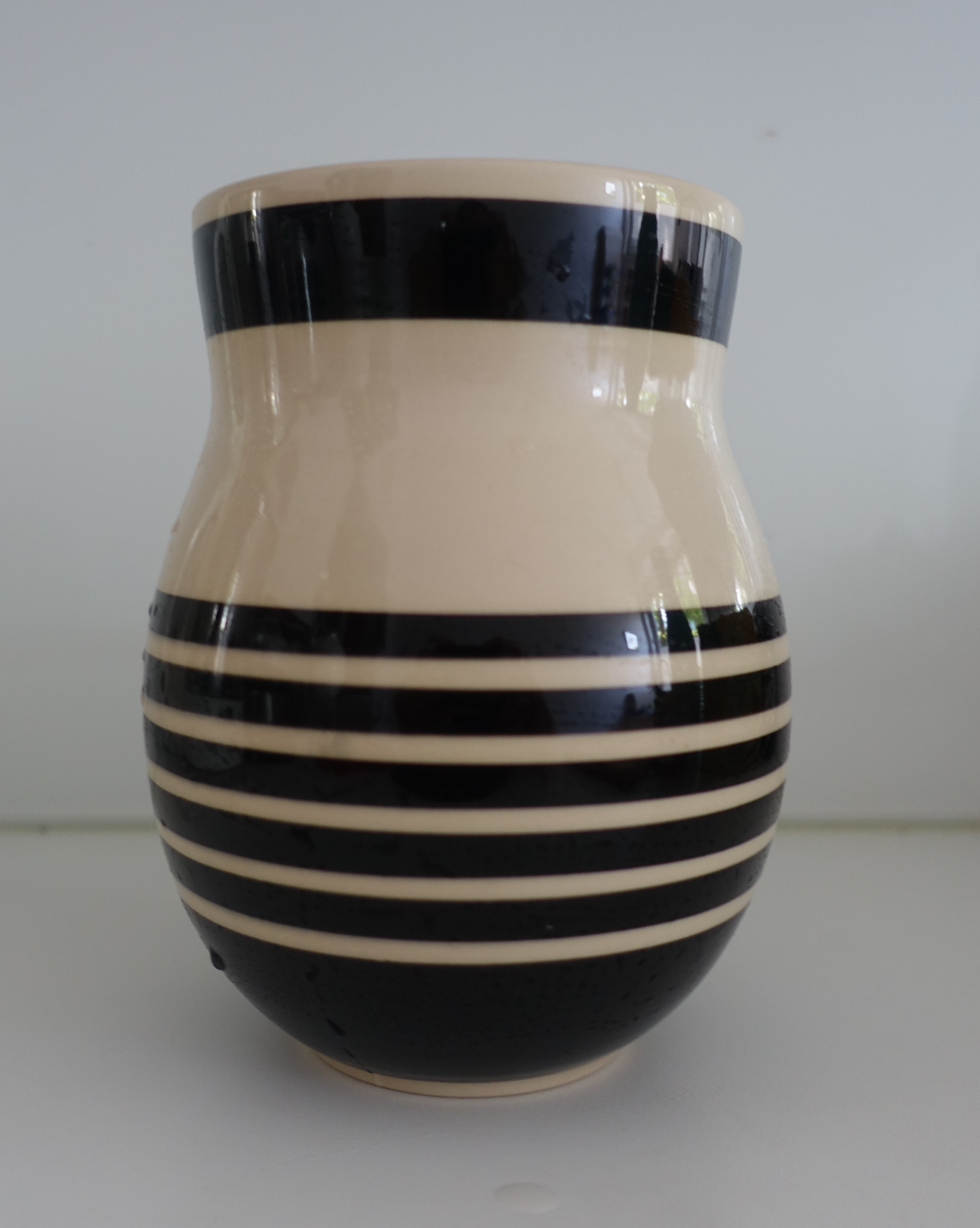
HB Vase
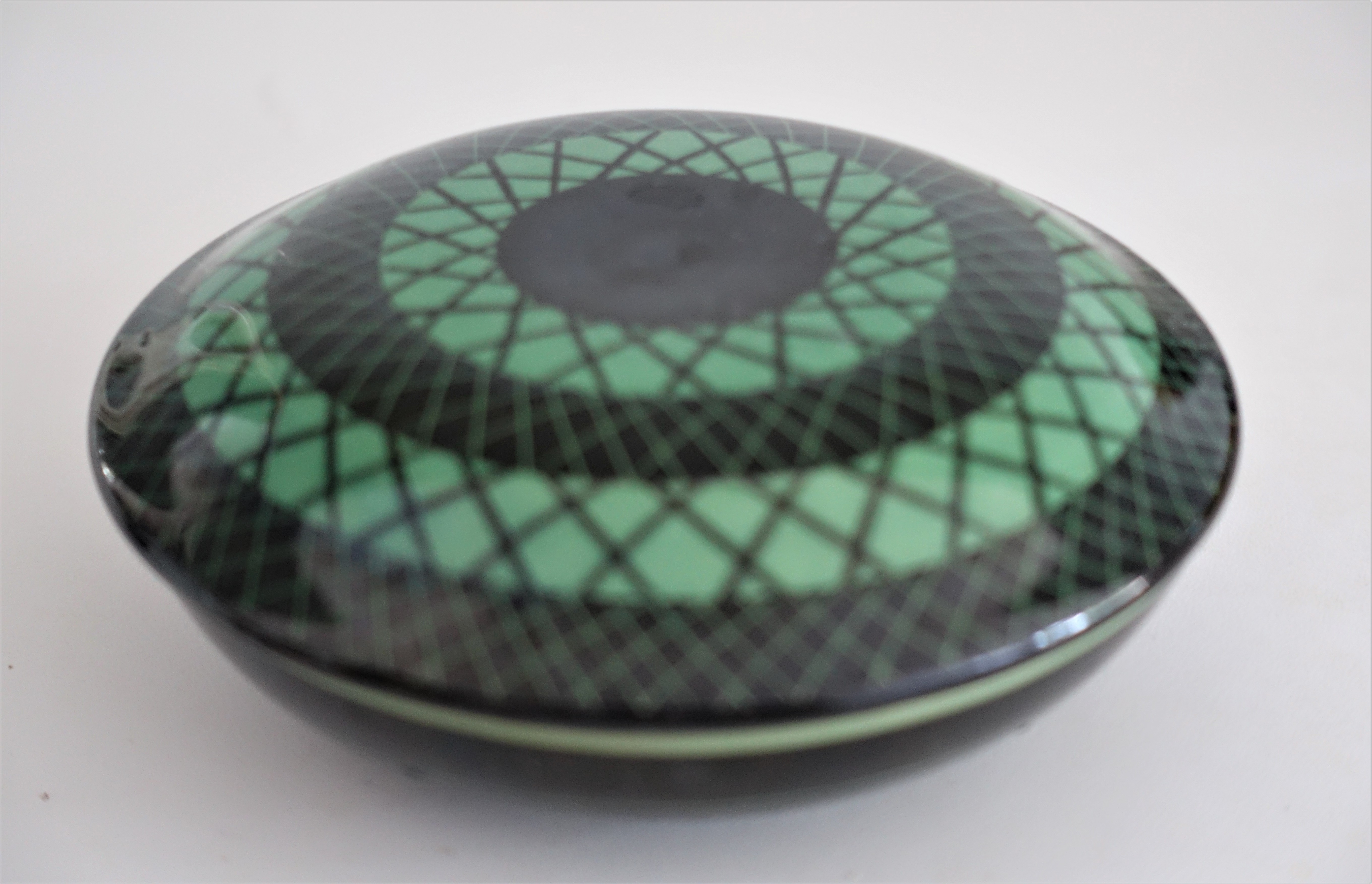
HB kleine Dose

## Baukeramik

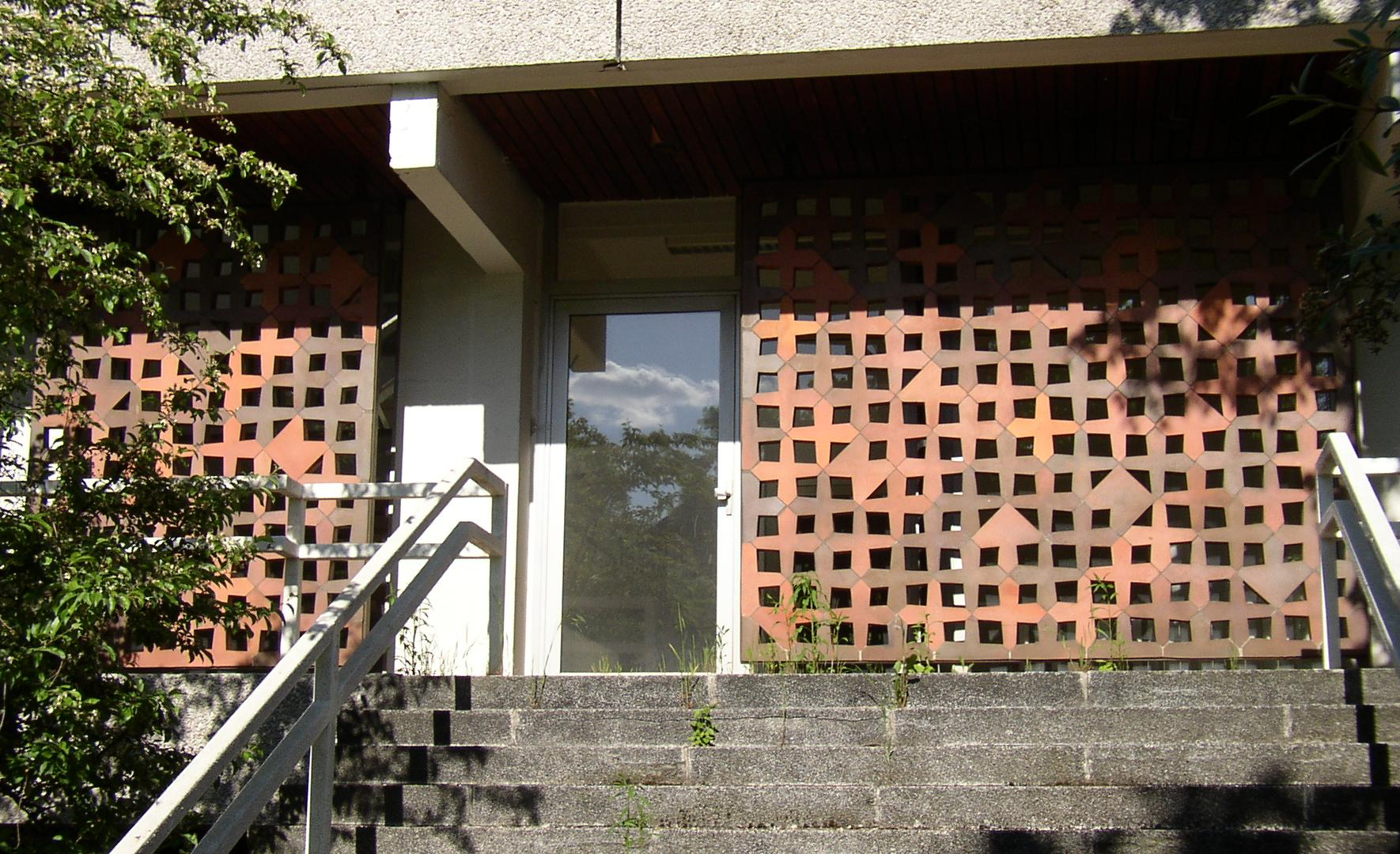
Kreuzsteine an der ehemaligen Australischen Botschaft

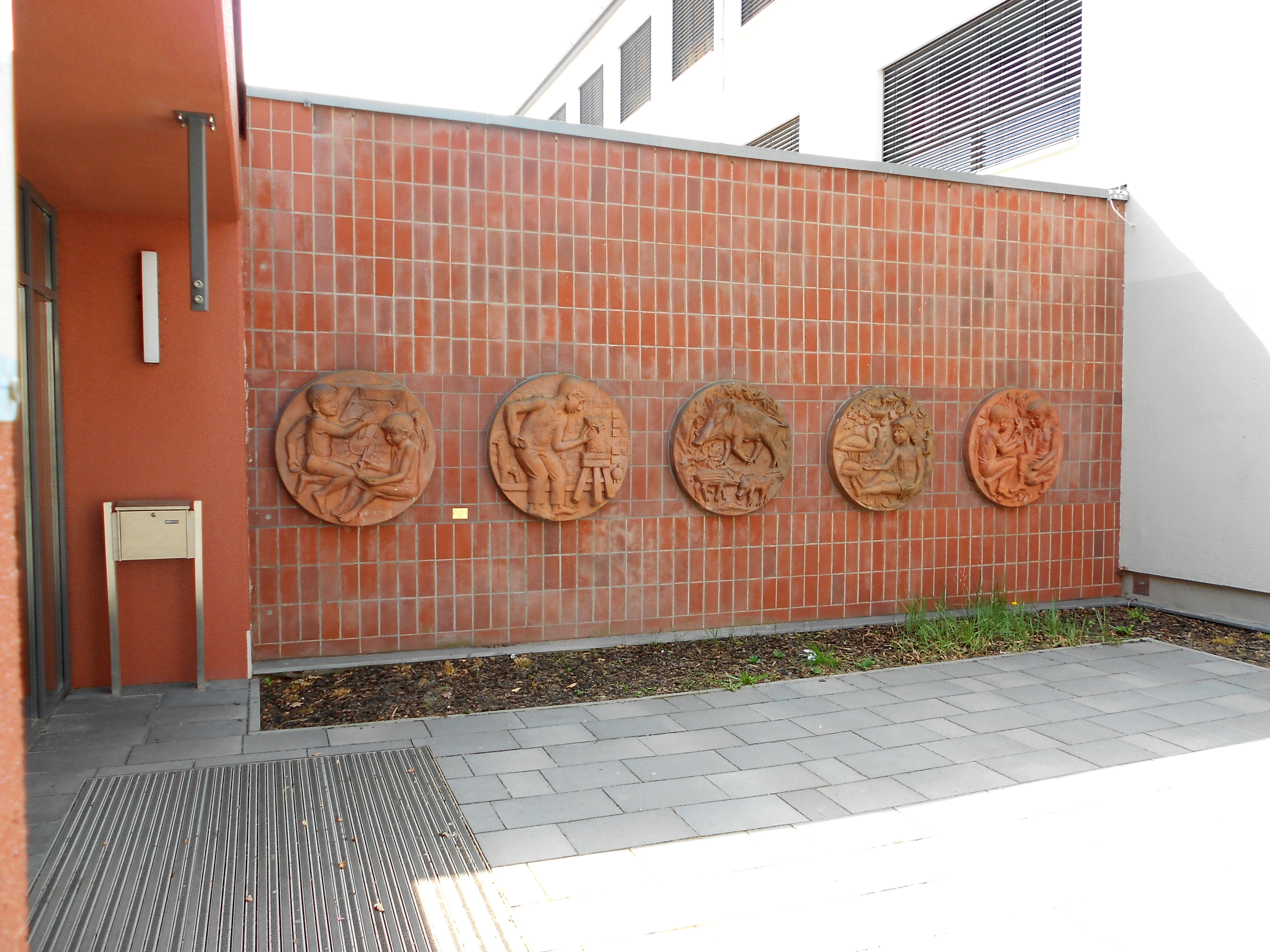
Terrakottareliefs der Karl-Sellheim-Schule in Eberswalde-Westend (entworfen von Axel Schulz und Baldur Schönfelder)

Die HB-Werkstätten sind mit Baukeramik u. a. an folgenden Bauwerken vertreten:
- Ev. Kirche St. Peter und Paul in Wusterhausen (1965–1967)
- Karl-Sellheim-Schule in Eberswalde-Westend (1966, Terrakottareliefs)
- St. Katharinenkirche in Brandenburg/Havel (um 1968)
- Altes Schloss (Freyenstein) (1969–1973)
- Australische Botschaft in Berlin-Pankow (1973/1974, Strukturwände aus Kreuzsteinen in Eisenrahmen an der Fassade)
- Irakische Botschaft in der DDR in Berlin-Pankow (1974, geklinkerten Außenfassade)
- Alter Leuchtturm Kap Arkona (1977–1988)
- Rotes Rathaus (1982–1990)
- Gut Groß Behnitz in Groß Behnitz (1992/1993)
- Seniorenheim im Schloss Radensleben (1993)
- St. Marienkirche in Neubrandenburg (um 1995)
- S-Bahnhof Berlin-Pankow (1997)
- Portalruine Anhalter Bahnhof (2004/2005)

## Geschichtsdiskussion
In Zusammenhang mit der allmählichen Neubelebung der Produktion und Wiedereinstellung der Mitarbeiter der beiden stillgelegten kunstkeramischen Fabriken Steingutfabriken Velten-Vordamm G.m.b.H. (1931) und Haël-Werkstätten für Künstlerische Keramik (1933) auf Vermittlung der Kölner Keramikerin Nora Herz durch die damals 26-jährige Hedwig Bollhagen im Jahre 1934 wird in einer im Anschluss an die Ausstellung zum 100. Geburtstag der Gründerin angestoßenen Diskussion von Enteignung und Arisierung im Sinne der Verordnung zur Ausschaltung der Juden aus dem deutschen Wirtschaftsleben vom 12. November 1938 gesprochen. Am Aufbau und Gewinn der HB-Werkstätten waren mindestens zwei jüdische Keramikerinnen bis mindestens Ende 1936 beteiligt, Margarete Heymann und Nora Herz aus Köln.
Der gemeinnützige Verein „Kunsthandwerk e. V. Marwitz“ pflegt und bewahrt das Andenken von Hedwig Bollhagen und ihres Schaffens in ihren Werkstätten durch Ausstellungen.